# 茨城県道225号鶏足山線

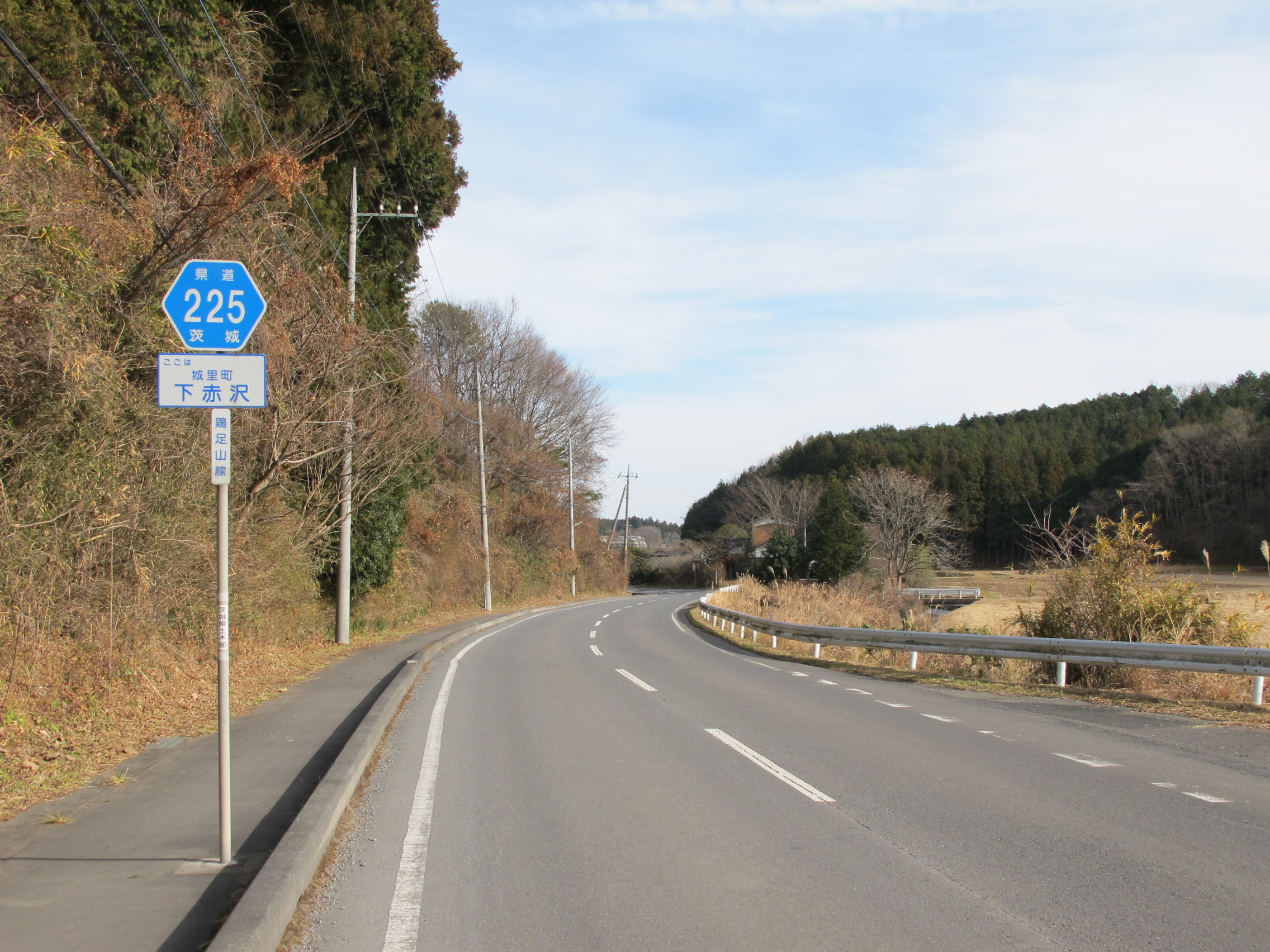
茨城県道225号鶏足山線
城里町下赤沢（2013年12月）

茨城県道225号鶏足山線（いばらきけんどう225ごう けいそくざんせん）は、茨城県東茨城郡城里町（七会地区）を通る県道である。

## 路線概要
- 起点：東茨城郡城里町下赤沢（鶏足山入口）
- 終点：東茨城郡城里町徳蔵（茨城県道39号笠間緒川線交点）
- 総延長：3.508 km[1]
- 重用延長：なし[1]
- 未供用延長：なし[1]
- 実延長：3.508 km[1]
- 自動車交通不能区間延長[注釈 1]：なし[1]

## 歴史
1959年（昭和34年）10月14日、旧七会村道が昇格し新たな県道として、起点を茨城県西茨城郡七会村大字下赤沢 鶏足山入口、終点を県道阿波山笠間線交点までを区間とする県道鶏足山線として茨城県が県道路線認定している。

### 年表
- 1959年（昭和34年）10月14日
  - 県道鶏足山線（図面対照番号317）として路線認定される[2]。
  - 道路の区域は、西茨城郡七会村大字下赤沢 鶏足山入口から西茨城郡七会村大字徳蔵の県道阿波山笠間線交点までと決定された[3]。
- 1969年（昭和44年）9月18日：西茨城郡七会村字下赤沢字六反田 - 同字今道内の狭隘路（最小幅員3.0 m、延長80 m）を拡幅改良[4]。

## 地理

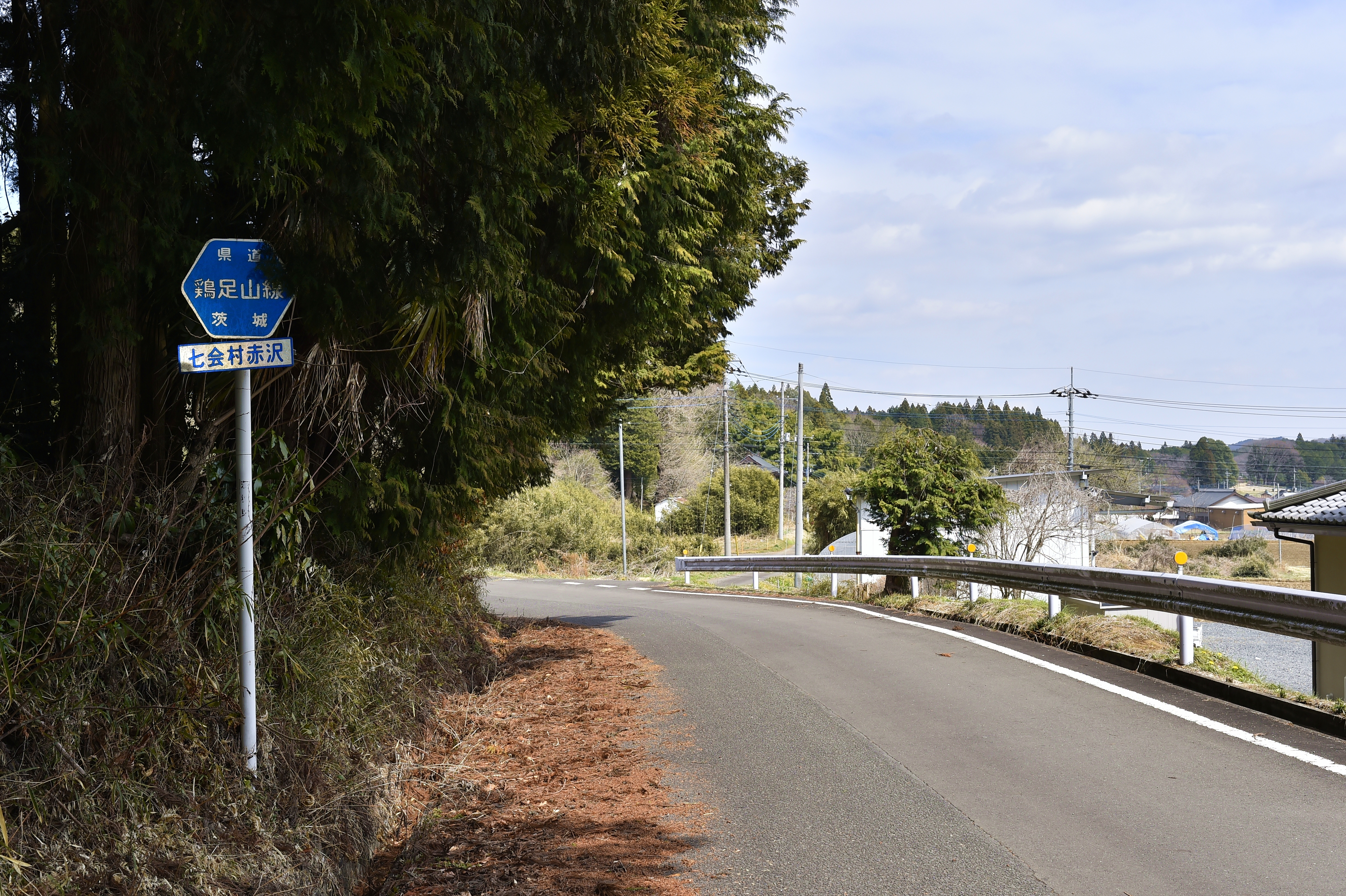
城里町下赤沢（旧県道標識：七会村赤沢の標識）

### 通過する自治体
- 茨城県
  - 東茨城郡城里町

### 交差する道路
- 茨城県道226号鶏足山片庭線（東茨城郡城里町下赤沢）

### 沿線
- 新水戸カントリークラブ（東茨城郡城里町下赤沢）
- うぐいすの森ゴルフクラブ水戸（東茨城郡城里町下赤沢）
- 鶏足山（茨城県・栃木県境、430.5m）